# Universidad del Valle de México
La Universidad del Valle de México (UVM) es una universidad privada mexicana fundada en el año de 1960. En su inicio su nombre era Institución Harvard, denominación que conservaría hasta 1968, año en el cuál obtuvo su nombre actual. Atiende a cerca de 129,000 estudiantes de preparatoria, licenciatura y posgrado y forma parte de la red Laureate International Universities de instituciones privadas de educación superior.
La UVM ofrece programas de educación media superior, superior y de posgrado, ofrece programas académicos a través de 37 campus en el país con las divisiones: Ciencias de la Salud, Ingeniería, Hospitalidad-Turismo y Gastronomía, Negocios, Ciencias Sociales y la División de Arte, Diseño y Arquitectura, entre otras carreras, además de sus licenciaturas y posgrados en línea, es una escuela muy reconocida y preparada para formar a excelentes profesionales en sus respectivas áreas .
Entre sus egresados, se encuentran: Ricardo Anaya Cortés, político mexicano; Iván Alejandro García Navarro y Germán Saúl Sánchez Sánchez, ambos medallistas olímpicos en natación y clavados; Vanessa Zambotti, judoca mexicana subcampeona de los Juegos Panamericanos de 2015; el medallista taekwondoín Victor Estrada; José Ramón Amieva, quien fue Jefe de Gobierno de la Ciudad de México; y Alexa Moreno, medallista de bronce en salto de caballo en el Mundial de Gimnasia Artística de 2019.

## Historia

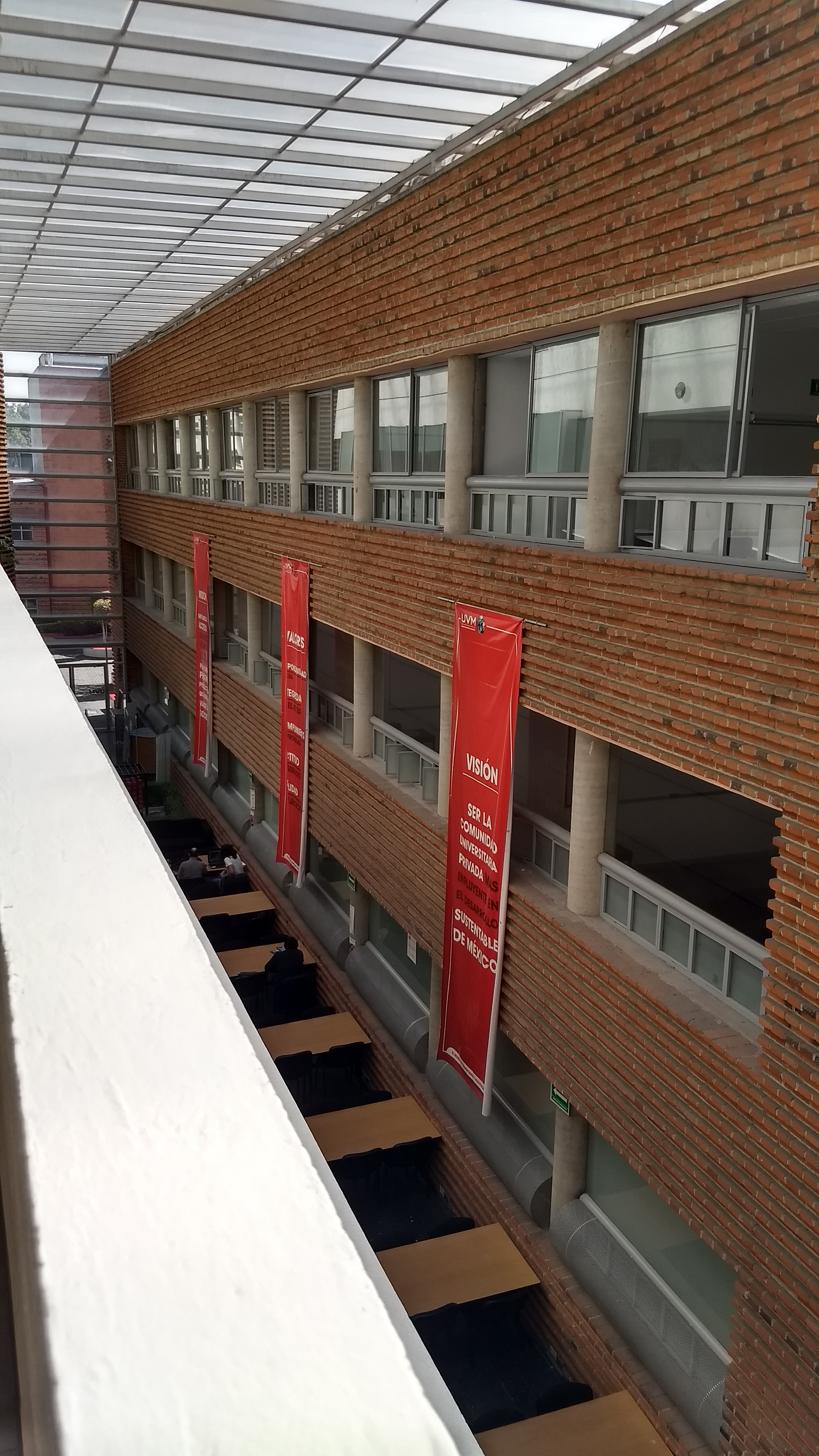
Vista superior de una parte de la Biblioteca UVM Tlalpan

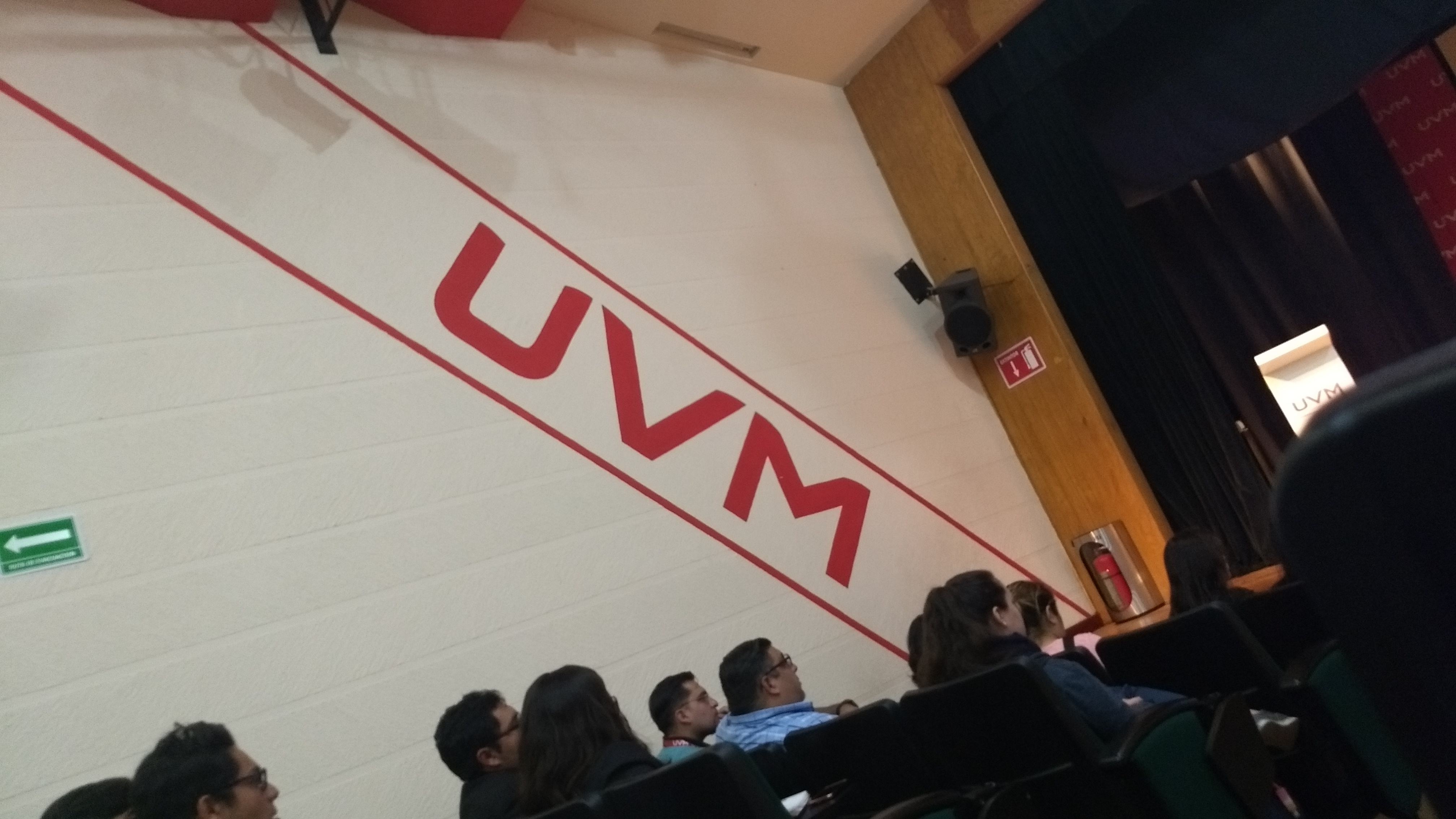
Interior de un auditorio de la UVM San Rafael

Un grupo de académicos y empresarios, encabezado por José Ortega Romero, fundaron la Universidad del Valle de México, que inició sus funciones el 16 de noviembre de 1960, con una población de 212 estudiantes, 23 profesores y 14 colaboradores administrativos impartiendo los niveles básico, medio básico y medio superior, con las licenciaturas en Contaduría Pública y Administración de Empresas, desincorporando posteriormente los primeros dos niveles para concentrar sus actividades en los niveles medio superior y superior. La institución alcanzó su consolidación a partir de 1968 y desde ese año, la universidad experimentó una serie de transformaciones, trayendo consigo cambios en su estructura organizacional y la apertura de un mayor número de opciones curriculares.
A partir de 1976, la universidad comenzó su expansión con la apertura de diversos planteles ubicados en la Ciudad de México, área metropolitana de Ciudad de México e interior de la República Mexicana. A partir de su integración a Laureate International Universities, la comunidad universitaria de la UVM amplió sus programas de intercambio y titulación múltiple. La universidad experimentó un proceso de expansión que le permitió tener presencia en distintos puntos del país: Aguascalientes (2001), Puebla (2002), Toluca (2003), Guadalajara Sur, Saltillo e Hispano  (2004), Hermosillo y Torreón (2005), Nogales, Mexicali y Cuernavaca (2006), Monterrey Norte, Guadalajara Norte, Ciudad Victoria, Matamoros, Nuevo Laredo, Tampico y Reynosa (2007), Mérida, Zapopan, Monterrey Cumbres y Coyoacán (2008) y Chihuahua y Veracruz (2011).

## Prepa UVM
La Universidad del Valle de México también ofrece educación a nivel bachillerato, en el que existen dos variantes: el Bachillerato Bicultural y el Bachillerato Tradicional. El Bachillerato Bicultural se diferencia del tradicional por la idea de impartir las clases en los español/inglés/francés y también abordar el tema de la multiculturalidad[cita requerida]  en las cuales enseñan y abren el panorama a distintas culturas y a convivir con sus compañeros tradicionales, por lo que se esta variante se considera mejor y más recomendado.[cita requerida]

## Rectores de la Universidad del Valle de México
| № | Rector                     | Periodo          |
| - | -------------------------- | ---------------- |
| 1 | José D'Alessandro Pearson  | 1960 - 1962      |
| 2 | Ignacio Guerra Pellegaud   | 1962 - 1967      |
| 3 | Rafael Hernández Villagrán | 1968 - 1977      |
| 4 | Jesús Nájera Martínez      | 1977 - 1999 1999 |
| 5 | Aurelio Romero Fernández   | 1990 - 1992      |
| 6 | Sergio Domínguez Vargas    | 1999 - 2005      |
| 7 | César Morales Hernández    | 2005 - 2012      |
| 8 | Bernardo González-Aréchiga | 2013 - 2022      |
| 9 | Mónica Porres Hernández    | 2022 - presente  |

## Datos institucionales
Con más de 120.000 estudiantes, fue situada en 2015 cuarto lugar en las mejores universidades de México por la lista Guía Universitaria, publicada por Selecciones México, de Reader’s Digest. Se ubicó en el lugar 7, en 2016.

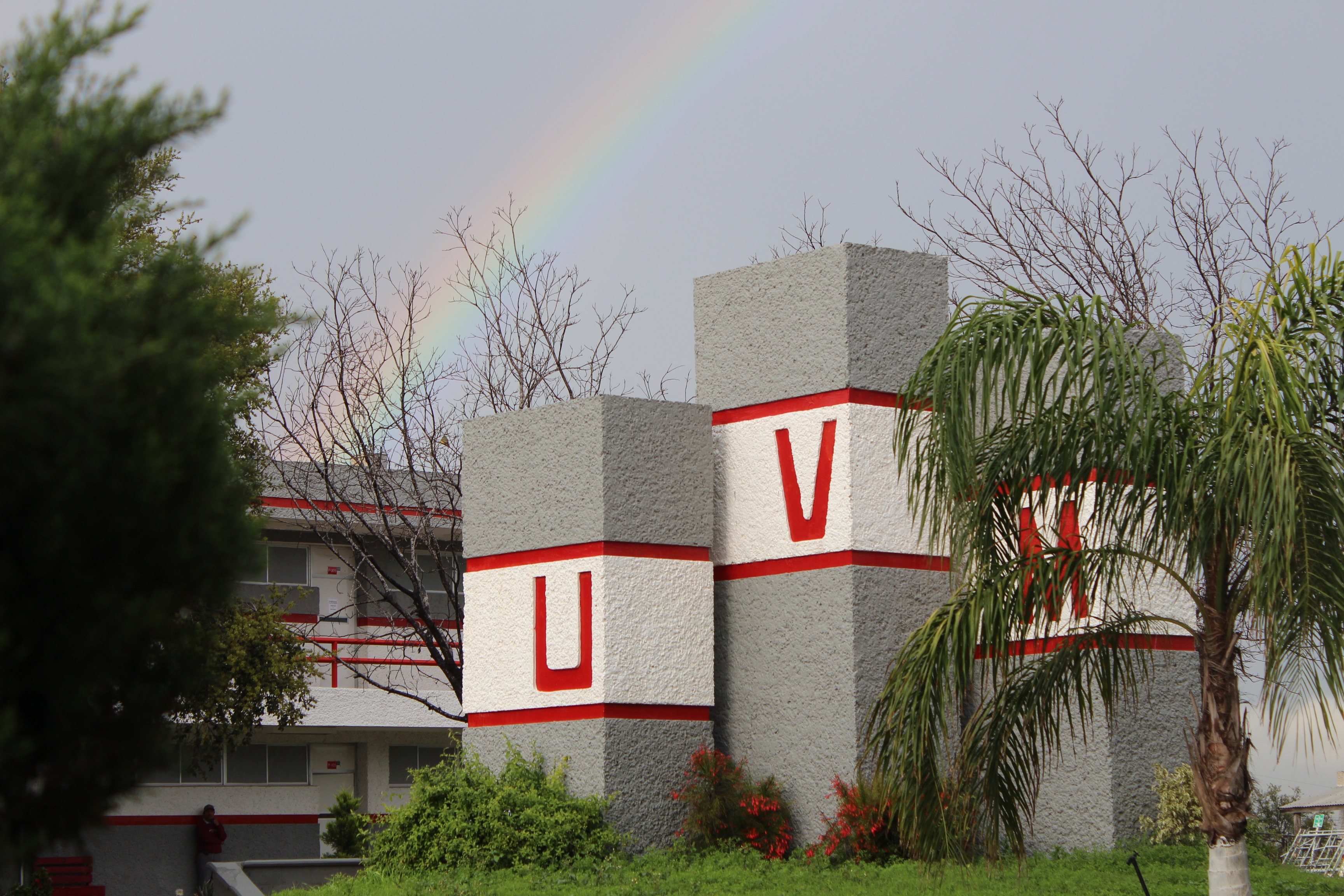
Campus en Reynosa

La Universidad del Valle de México ofrece servicios en 26 Campus repartidos en varios Estados de la República Mexicana.[cita requerida] Algunos son:
Ciudad de México cuenta con campus en: San Rafael,Coyoacán,Tlalpan.
Estado de México: Lomas Verdes, Hispano, Toluca, Texcoco. 
Nuevo León: Monterrey Cumbres.
Jalisco cuenta con un campus en Guadalajara Sur y Zapopan.
La UVM también cuenta con presencia en: San Luis Potosí, Querétaro, Tuxtla, Aguascalientes, Puebla, Saltillo, Hermosillo, Mexicali, Cuernavaca, Ciudad Victoria, Mérida, Veracruz, Villahermosa y Chihuahua.
La universidad cuenta con varios reconocimientos y certificaciones a nivel nacional:
- Reconocimiento Global de Validez de Estudios. Acuerdo No.131, expedido por el Secretario de Educación Pública el 8 de febrero de 1988 y publicado en el Diario Oficial de la Federación el 25 de febrero del mismo año.[12]
- Reconocimiento de Excelencia Académica de Programas de Estudio de Nivel Licenciatura, mismo que entregó la Secretaría de Educación Pública (SEP), en el marco del Compromiso Social por la Calidad en la Educación 2006.[12]
- Reconocimiento del Padrón de Planes y Programas de Estudio de Excelencia Académica en el Medio Superior Secretaría de Educación Pública (SEP).[12]
- Certificación de Calidad Académica Lisa y Llana, otorgado por la Federación de Instituciones Mexicanas Particulares de Educación Superior (FIMPES 1995, 2002, 2010 y 2011).[13]
- QS Stars, es una norma internacional que evalúa y da reconocimiento a las instituciones de educación superior a nivel mundial.[13]
- Pertenece a la Asociación Nacional de Universidades e Instituciones de Nivel Superior (ANUIES desde 1996).[13]
- Pertenece a la Asociación de Facultades y Escuelas de Medicina, A.C. (AMFEM).[13]
- Convenio de Colaboración Académica con el Sistema Nacional de Investigadores (SNI) Convenio que sienta las Dcondiciones de la participación de los profesores investigadores de la UVM en el SNI.[13] Campus en Zapopan

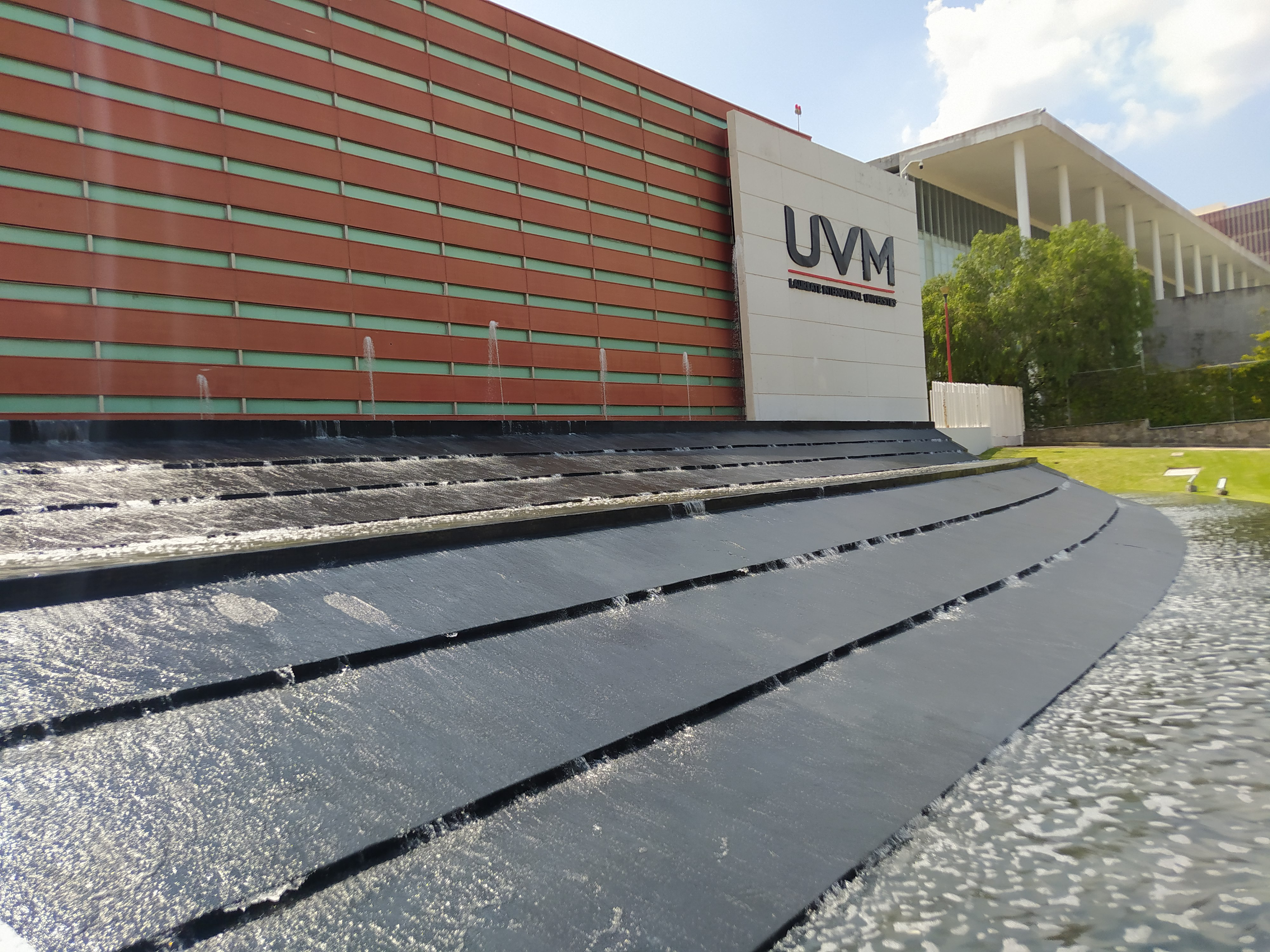
Campus en Zapopan

- De acuerdo con la Guía Universitaria de los editores de Selecciones, la UVM ocupó el 4to. lugar en 2015 entre las 100 mejores universidades públicas y privadas del país.[14]
- La UVM es una institución socialmente responsable, acreditada por el Centro Mexicano para la Filantropía (CEMEFI).[13]
- 22 Bibliotecas certificadas ISO 9001: 2008. La UVM cuenta con aproximadamente 1,100,391 libros y 122,155 títulos en sus bibliotecas.[13]

## Modelo educativo
- La red Laureate brindaba acceso a programas internacionales en más de 80 universidades de 30 países.[4]
- UVM ofrece opciones de intercambio que incluyen estancias de verano, certificados y dobles títulos.[cita requerida]
- Un total de 145 opciones de Dobles Títulos y Certificados Internacionales, tanto en México como en el extranjero.[cita requerida]
- Escuelas intensivas (verano o invierno), con profesores extranjeros que visitan el país.[cita requerida]
- 5 niveles de idioma inglés